# Jaz drive

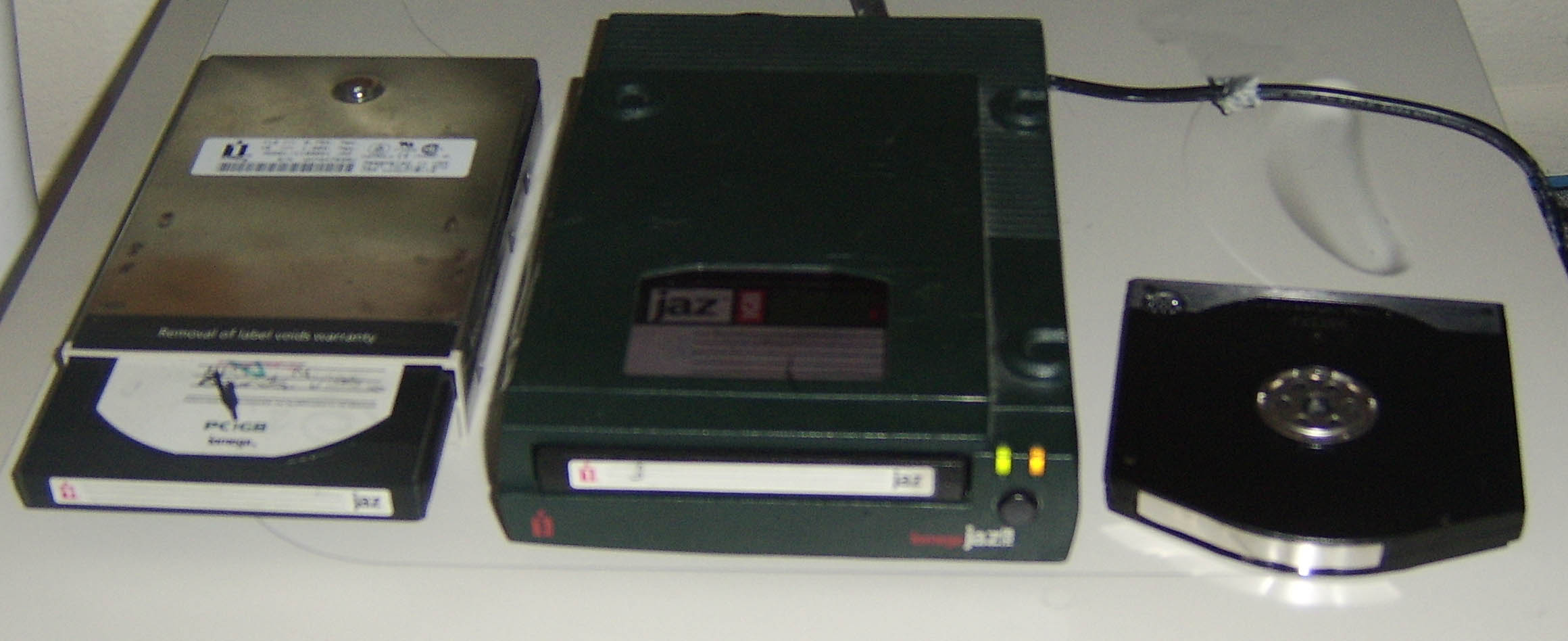
Unidades Jaz interna e externa com mídias de 1 GB.

O Jaz drive era um sistema de armazenamento em disco removível, lançado pela empresa Iomega em 1995, e encontra-se descontinuado.
Os discos Jaz foram originalmente lançados com capacidade de 1GB (havia tambem discos de 540MB, mas não foram lançadas) em um formato de 3½ polegadas, o que foi um desenvolvimento significativo sobre os produtos mais populares da Iomega na época, o Zip drive com capacidade de 100 MB. A unidade Jaz utilizava apenas a interface SCSI (a versão IDE interna é rara), mas um adaptador conhecido como Jaz Traveller ficou disponível para conectá-la ao padrão de porta paralela. Posteriormente, em 1998, a capacidade foi aumentada para 2GB pela revisão da unidade e do disco, antes que a linha Jaz fosse definitivamente descontinuada em 2002.
Diferente do Zip, que usa a tecnologia do disquete (um disco de filme PET), o Jaz utiliza a tecnologia das unidades de disco rígido.